# Тимошенко, Михаил Данилович
Михаи́л Дани́лович Тимоше́нко (1885 — ок. 1938) — пресвитер, сопредседатель Союза русских баптистов, христианский писатель и журналист, редактор журнала «Слово Истины».

## Биография

### Отец

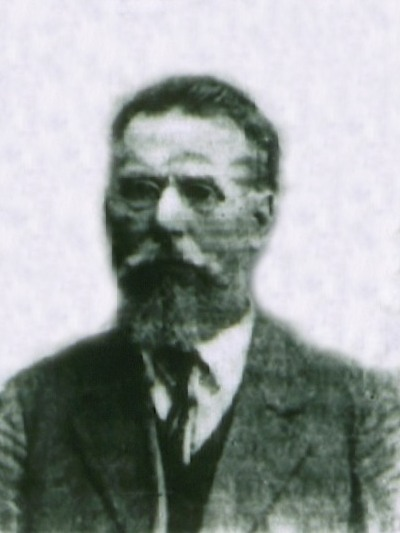
Тимошенко Даниил Мартынович

Михаил Тимошенко родился в 1885 году в Киеве, в семье верующих. Его отец, слесарь Киевского паровозного депо Даниил Мартынович Тимошенко, стал первым пресвитером Киевской общины ЕХБ. По воспоминаниям М. Д. Тимошенко, в 1880-х — 1890-х годах Киевская церковь подвергалась жестоким гонениям: «Ссылки, аресты, штрафы, избиения верующих сыпались обильно на смельчаков Евангелия. Под постоянным страхом быть застигнутыми полицией, братья все же не оставляли своих собраний, устраивая таковые в подвалах, за Днепром в кустах, на кладбище, в оврагах и по квартирам более смелых братьев».
В результате в 1895 году, под натиском В. М. Скворцова (чиновника особых поручений при обер-прокуроре Святейшего Синода К. П. Победоносцеве), Д. М. Тимошенко лишился работы и вместе с семьей покинул Киев и переехал в Бежицу (нынешний Брянск). Откуда менее чем через год под давлением все того же В. М. Скворцова был выслан в Польшу, где провел год в ссылке под городом Плоцком. В 1908 году сыновья Захар и Иван попали под влияние революционных идей и совершили вооруженное нападение на госслужащего, за что и были арестованы и приговорены: один к повешению, другой к каторге. Его семья переносила нужду и страдания, на плечи Михаила легла забота о семье.
В Бежице М. Тимошенко прожил до 1908 года, когда его вместе с отцом по подложному обвинению сослали в Харьков, а затем в Орёл. После ссылки в 1910 году М. Д. Тимошенко уехал в Одессу.

### Молодость
Неизвестно, когда Михаил обратился к Богу. В 1907 году он в качестве секретаря участвовал во Всероссийском съезде баптистов. Кроме того, в 1908 он принял участие в первом съезде евангельско-баптистской молодежи в Москве и затем опубликовал под псевдонимом «Тимо» небольшой отчёт об этом событии в журнале «Баптист». В этот период он жил в Одессе, тесно сотрудничая с В. Г. Павловым, в то время возглавлявшим Одесскую общину баптистов, а вскоре ставшим председателем Союза баптистов и редактором журнала «Баптист».

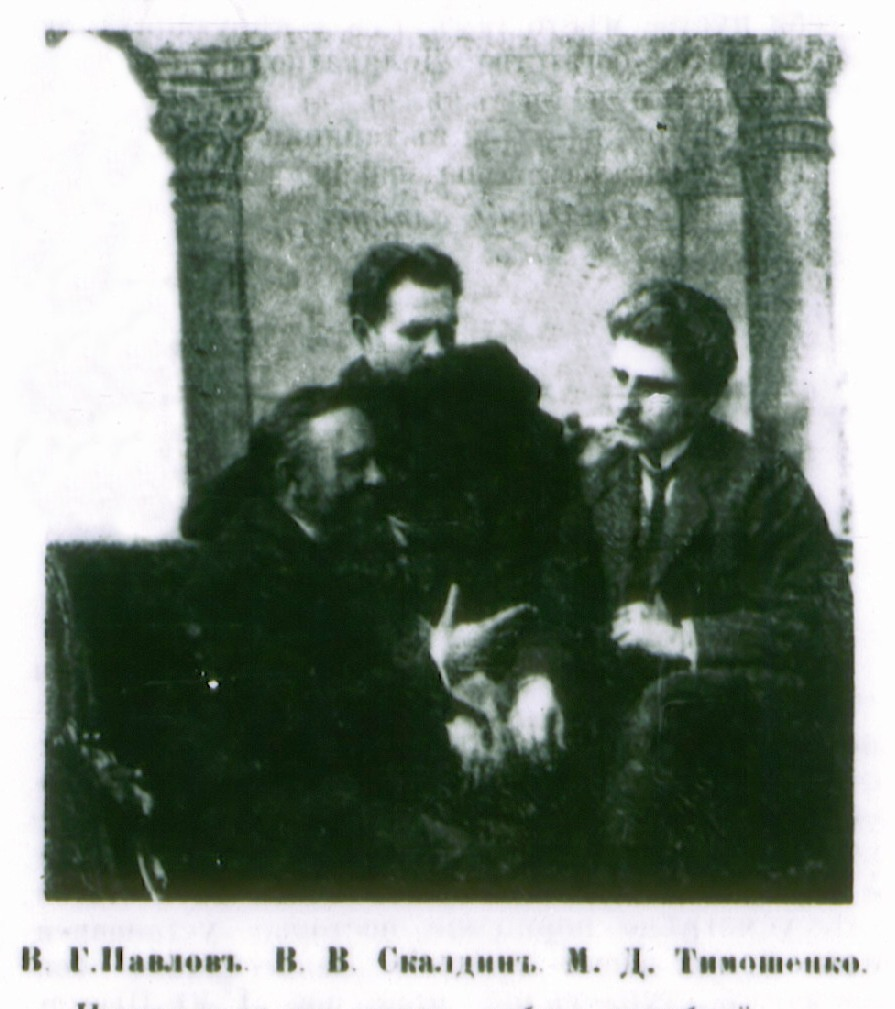
В. Г. Павлов, В. В. Скалдин, М. Д. Тимошенко

В 1910—1911 годах Михаил Тимошенко прошёл обучение в Лодзинской богословской семинарии, однако не успел закончить это обучение из-за закрытия семинарии. Летом 1911 года Михаил стал делегатом от Союза русских баптистов на II Всемирном конгрессе баптистов в городе Филадельфия (США), где вошел в Комитет молодежной секции Всемирного баптистского альянса.
В Одесской общине он был избран в состав братского совета и стал её секретарем, а в 1912 году был избран районным благовестником. В 1913 году он женился на сестре по вере Клавдии Родионовне Хомутинниковой и был рукоположен на пресвитерское служение. Рукополагали В. Г. Павлов, И. А. И. А. Рыбалка, А. П. Костюков, Любань и Фильбрандт.

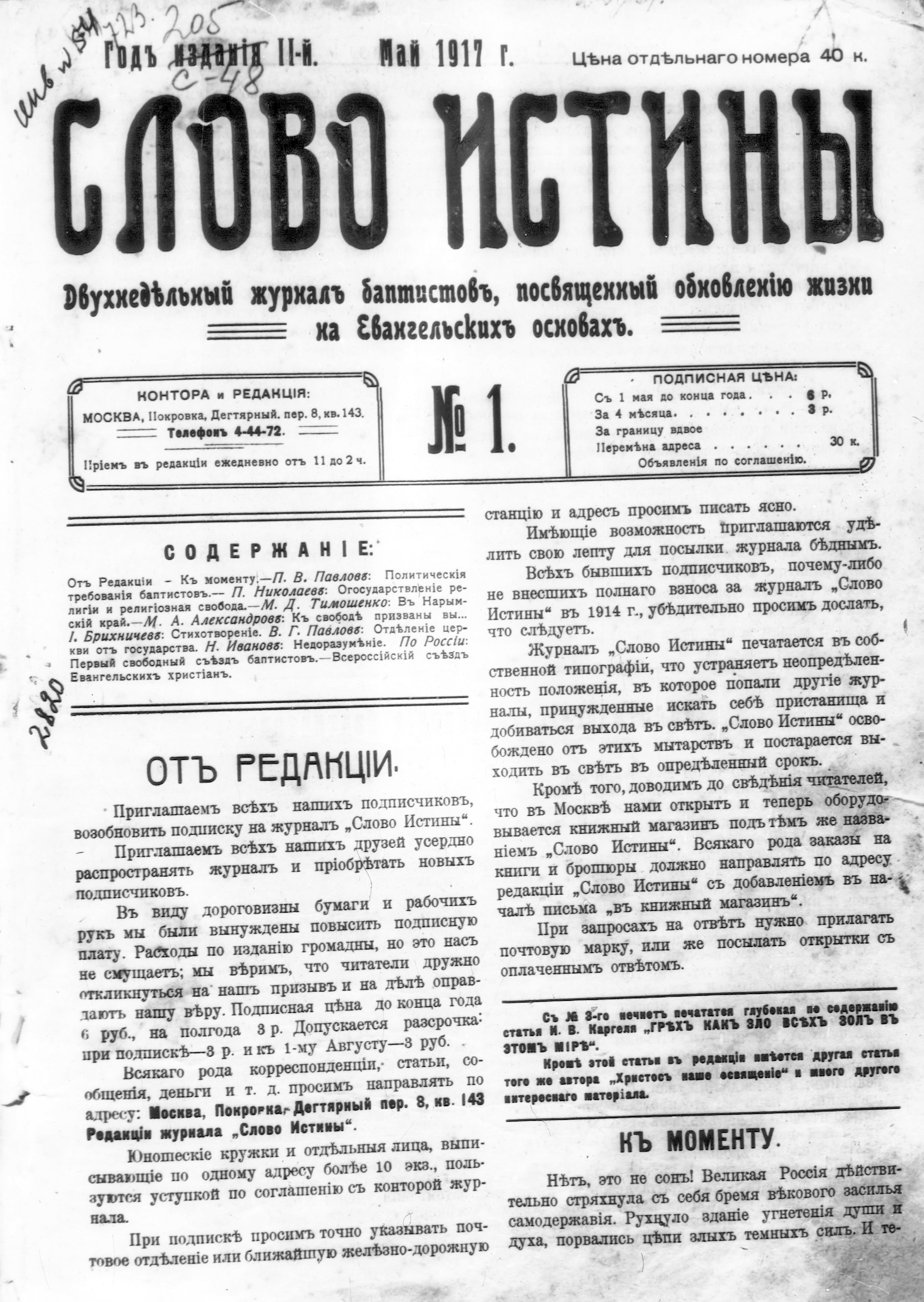
Первая полоса журнала «Слово Истины» (№ 1 1917 год)

Одновременно Михаил Данилович занимался христианским публицистическим и литературным творчеством. В журнале «Баптист» в виде цикла статей вышла его биографическая повесть об отце «За убеждения» (позднее она была издана отдельной книгой). Михаил Данилович писал стихи и рассказы для детей. С сентября 1913 года он издавал в Одессе баптистский журнал «Слово Истины». Летом 1914 года (вскоре после начала Первой мировой войны) М. Д. Тимошенко был привлечен к ответственности за перепечатку статьи «Еще о покушении на Распутина» (на номер журнала с этой статьей был наложен арест). Вскоре издание «Слова Истины» было прекращено, а в декабре 1914 М. Д. Тимошенко сослали в село Алотаево Нарымского края.

### На союзной работе
В начале 1917 года, после падения самодержавия в России, М. Д. Тимошенко оставил место ссылки и переехал в Москву, где возобновил издание журнала «Слово Истины» совместно с П. В. Павловым — пресвитером Второй московской общины баптистов, сыном В. Г. Павлова. В 1917 году журнал «Баптист», являвшийся печатным органом Союза баптистов, выходил эпизодически, а с 1918 по 1924 год он не выходил. В этот период журнал «Слово Истины», издававшийся в 1917—1918 и 1920—1921 годах, приобрёл особенное значение.
На Всероссийском съезде баптистов 1917 года М. Д. Тимошенко был избран в состав Правления Союза русских баптистов. Начавшаяся в стране гражданская война сделала невозможной нормальную работу Правления, члены которого жили в разных регионах. Председатель Союза русских баптистов Д. И. Мазаев вследствие проблем со здоровьем и глубокого духовного кризиса после убийства одного из напавших на его дом грабителей в 1917 году, отошёл от дел. В этих условиях жившие в Москве П. В. Павлов и М. Д. Тимошенко в 1919 году образовали Временное Правление, в состав которого вскоре были привлечены В. Г. Павлов и И. Н. Шилов.
В период с 1919 по 1924 год руководство Союзом баптистов осуществлялось коллегиально — Правлением (затем оно было переименовано в Коллегию). Состав коллегиально органа переизбирался в 1920, 1921 и 1923 года, при этом М. Д. Тимошенко наряду с П. В. Павловым неизменно избирался в его состав.
В 1923 году М. Д. Тимошенко побывал в составе делегации Всероссийского союза баптистов на 3-м Всемирном конгрессе баптистов в Стокгольме.

### За убеждения

М. Д. Тимошенко - сидит вторым справа

В ноябре-декабре 1923 года в Москве прошёл 25-й Всесоюзный съезд баптистов, в котором участвовал и М. Д. Тимошенко. Антирелигиозная комиссия при ЦК РКП(б) — ВКП(б) добивалась, чтобы съезд принял однозначную «антипацифистскую» резолюцию об обязательности исполнения воинской повинности для всех баптистов страны, вне зависимости от их убеждений. Однако часть делегатов съезда, включая М. Д. Тимошенко, придерживалась придерживалась пацифистских взглядов и отстаивала их. 5 декабря (за 3 дня до закрытия съезда) 11 делегатов, наиболее решительно отстаивающих пацифистские взгляды, были арестованы. В их числе был и М. Д. Тимошенко. Из 11 арестованных 6 (включая М. Д. Тимошенко) были высланы в различные регионы страны. Находясь в ссылке, Тимошенко много занимался христианской литературной и публицистической деятельностью. Спустя полтора года после ареста, 5 мая 1925 года, Антирелигиозная комиссия, рассмотрев заявление Союза баптистов, приняла решение об освобождении троих высланных, включая М. Д. Тимошенко.
После ссылки М. Д. Тимошенко вновь включился в союзную работу. В 1926 году он принял участие в Пленуме Всеукраинского союза баптистов и в работе 26-го Всесоюзного съезда баптистов в Москве. На Всесоюзном съезде ему было поручено организовать Союз баптистов центральных губерний России. После подготовительной работы М. Д. Тимошенко 15-20 декабря 1927 года в Москве в помещении Второй общины баптистов состоялся 1-й съезд Союза баптистов центральных областей России; в его правление и совет вошли — Павлов П. В., Скалдин В. В., Стёпин Д. П., Довгалюк И. Г., Малин П. И.; председателем был избран М. Д. Тимошенко. Однако из-за начинающихся сталинских репрессий этот Союз не просуществовал долго.
В 1930 году Тимошенко был избран помощником председателя Союза баптистов, но вскоре был арестован.
В третий раз он был арестован ночью 31 марта 1933 года. Одновременно с ним арестовали Павлова П. В. и Довгалюк И. Г. В апреле они были осуждены Особым Совещанием при Коллегии ОГПУ во внесудебном порядке на 5-летний срок северных лагерей каждый. В книгах «Счастье потерянной жизни» Н. П. Храпова и «В Иродовой бездне» Ю. С. Грачёва есть упоминания о встречах с М. Д. Тимошенко в ГУЛАГе. Из заключения он не вернулся. Достоверных сведений о месте и времени его кончины не сохранилось. Считается, что он был расстрелян в 1938 году.

## Взгляды

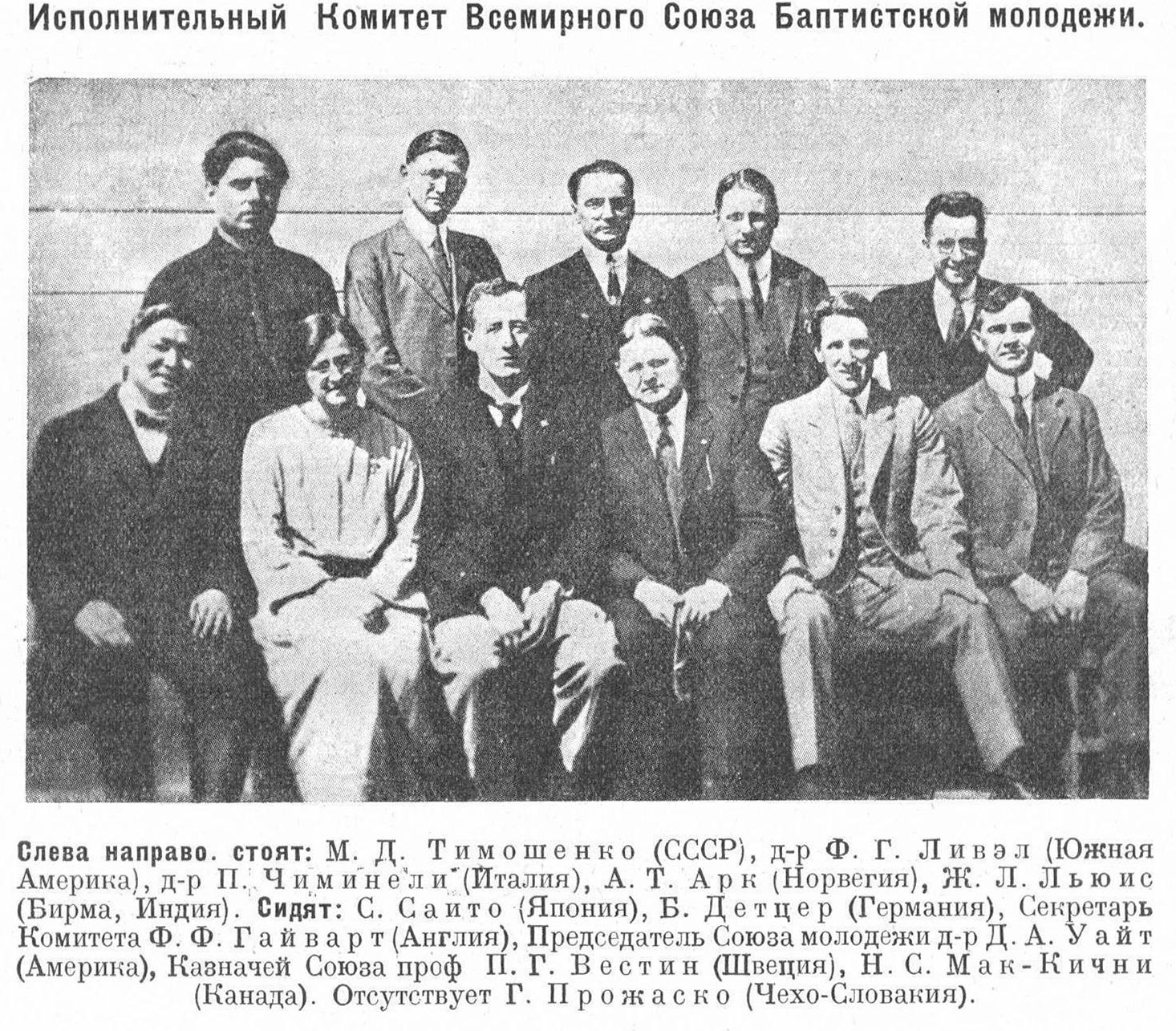
Исполнительный комитет Всемирного союза баптистской молодёжи. Представитель баптистов СССР М. Д. Тимошенко стоит слева.

### Пацифизм
М. Д. Тимошенко придерживался позиций христианского пацифизма. Именно по его предложению была принята пацифистская резолюция Всероссийского объединенного съезда евангельских христиан и баптистов (1920 г.):
«Считая … участие евангельских христиан баптистов в пролитии человеческой крови при всяком государственном строе преступлением против совести и точного учения и духа Св. Писания, равно признавая для евангельских христиан баптистов невозможным как брать оружие в руки, изготовлять такое для военных целей во всех его видах, так и обучаться военному делу, что будет равносильно прямому участию в кровопролитии — Всероссийский съезд единогласно постановляет: руководствуясь своим внутренним убеждением и опытом на основании учения Евангелия всякий евангельский христианин баптист должен считать своей Священной обязанностью открыто отказываться от военной службы во всех ее видах, стремясь всем сердцем быть верным последователем Того, Кто учит всепрощению и любви».
На следующем за ним Всероссийском съезде 1923 года Антирелигиозная комиссия при ЦК РКП(б) — ВКП(б) пыталась добиться принятия прямо противоположной резолюции, обязывающей верующих не уклоняться от исполнения воинской повинности, в том числе нести службу с оружием в руках. Тимошенко в числе 11 других делегатов, наиболее твердо отстаивающих пацифистские взгляды был арестован до окончания работы съезда. Он был приговорен к высылке, где пробыл полтора года.

### «Модернизм»
Еще в советское время религиоведы отметили наличие двух направлений в баптистском руководстве первой трети XX века, отражавших настроения больших групп верующих. Условно эти направления можно назвать «патриархальным» и «модернистским». Первую возглавлял Д. И. Мазаев, вторую — В. Г. Павлов, П. В. Павлов, Н. В. Одинцов и М. Д. Тимошенко.
«Модернисты» противостояли самоизоляции общин, они считали, что дети верующих должны получать хорошее образование; что члены общин не должны отказываться от знакомства со светской культурой и литературой; что верующие могут посещать кино, театры и заниматься спортом.
Так, советский религиовед Г. С. Лялина привела выдержки из неопубликованной статьи М. Д. Тимошенко «Христианский быт» и прокомментировала их (по мнению Лялиной, статья Тимошенко по своему духу близка к программной статье И. С. Проханова «Новая, или Евангельская жизнь»):
"Уже название сочинения Тимошенко симптоматично: «Христианский быт». Речь шла в нём о том, что каждый верующий «берёт на себя труд созидания новой жизни на основах вечного Евангелия». Тимошенко выдвигал требование «умственного развития». Он писал: «Школы низшей и высшей ступени, университеты и другие специальные учебные заведения наполнены тысячами учащихся — и это хорошо. Нужно признать, что в нашей стране ещё слишком много безграмотных; в рядах верующих безграмотность должна быть устранена самым решительным образом. Времена, когда восхвалялось невежество, отошли в область предания… Верующие не призваны сообразовываться с веком сим и принимать всё от мира без рассуждения, но в то же время они не могут относиться к жизни, к её требованиям и запросам безразлично…» Но баптист не был бы баптистом, если бы в его сочинениях мы не встретили следующих сентенций: «Таланты человеческие, находящиеся в служении истине, приносят благословение, и те же таланты, порабощённые себялюбием, приносят проклятие. Такое проклятие чёрной тучей висит над нашим временем». Что же есть «истина», служение которой приносит благословение? Она не в увеличении познаний, «а в мысли, ведущей к Богу».
Основные положения сочинения Тимошенко могут быть сведены к следующему:

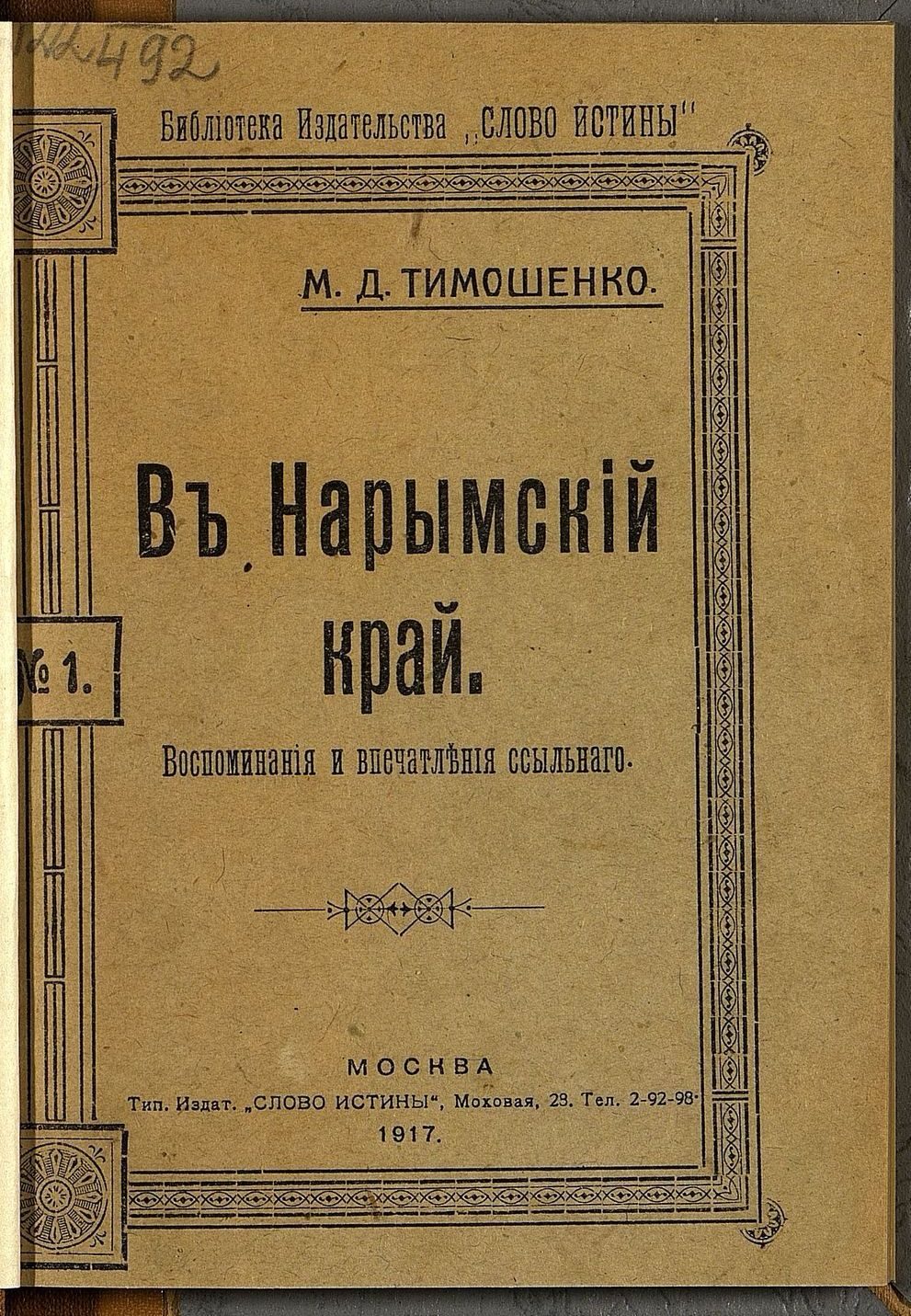
Обложка книги Михаила Даниловича Тимошенко «В Нарымский край»

«верующий должен развивать в себе любовь к единению со всяким встречным человеком в семье ли, в товарищеской среде, на месте службы, среди единомышленников по убеждению, среди даже чуждых твоим убеждениям, в дороге ли, дома ли, в нужде и в радости»;
«…верующие считают всякий труд на земле равным по своей полезности и нужности и выбирают для себя то, что полезно человеку и служит на добро»;
«верующие должны стремиться к совместному, артельному труду, объединяя однородные специальности или несколько таковых в одно целое»;
«отрицание всяких книг, журналов, листков, которое себе позволяют некоторые верующие, якобы из-за того, чтобы не затемнять понимание слова Божия, нельзя оправдать или одобрить. Мы можем все исследовать, ко всему присматриваться или прислушиваться, а — хорошего держаться».